# Обвинение детей в колдовстве
На протяжении истории человечества, как в прошлом, так и в настоящее время, в тех обществах, которые сохранили представления о существовании ведьм и чёрной магии, дети бывают обвинены в колдовстве.

## История

### Охота на ведьм
В XVI веке в Европе старшие дети иногда составляли особую категорию для охотников на ведьм, выступая с обвинениями в колдовстве против взрослых. В 1525 году странствующий судья во время проводившейся в Наварре охоте на ведьм использовал двух «девочек-ведьм» для того, чтобы с их помощью поймать других. Он приговорил к повешению около сорока «ведьм», основываясь на показаниях этих двух девочек.
Охотники на ведьм среди детей иногда обвиняли членов своей семьи в колдовстве.
Наиболее известным процессом, вызванным обвинениями детей, был суд над салемскими ведьмами, произошедший в 1692 году в городе Сейлем, штат Массачусетс. Дети рассматривались как главные свидетели обвинения, поскольку оценивали подозреваемых импульсивно. Дети, выступавшие с лжесвидетельствами, часто делали это в отношении тех людей, с которыми имели сложные отношения, как, например, учителя или соседи-пуритане.

### Дети-ведьмы
К началу XVII века многие дети были наказаны или заключены в тюрьму за участие в колдовстве. Как правило, это происходило из-за обвинения в участии в шабаше. Существовало всеобщее убеждение в том, что дети наследовали колдовство от своих родителей, и при подозрении одного из членов обвинение выдвигалось против всего семейства. Те из детей, кто сознавался в колдовстве, часто говорили, что их этому научили родители.
Французский судья Пьер де Ланкр, а также итальянский священник Франческо Мария Гуаццо, автор Compendium Maleficarum, верили, что достаточным доказательством для обвинения в колдовстве являлась родственная связь с ведьмой. Они верили, что родители посвящали детей дьяволу, брали их на шабаши, женили и выдавали замуж за демонов, побуждали детей к совокуплению с дьяволом или же вместе с ребёнком вступали в половую связь с дьяволом.
Известны несколько случаев в конце XVII — начале XVIII века, когда сообщалось о вовлечении детей в занятия колдовством. В 1699 году в Швеции большое число детей были включены в охоту на ведьм. В Вюрцбурге, как и в Салеме в 1692 году, дети были задействованы в охоте на ведьм. В Аугсбурге начиная с 1723 года расследование деятельности двадцати детей в возрасте от 6 до 16 лет привело их в тюрьму за колдовство. Они провели в заключении в одиночной камере один год, после чего были переведены в больницу. Последний ребёнок был освобождён в 1729 году.
Широко известна история семилетней «девочки-ведьмы» по имени Бригитта Хорнер. В 1639 году она заявила, что является ведьмой и участвовала в шабашах, где присутствовал дьявол. Бригитта утверждала, что была посвящена дьяволу вместо Бога. Пастор, который крестил Бригитту, был женат на её бабушке, которая в свою очередь научила девочку искусству колдовства.

## Современная вера в детей-ведьм

### Великобритания
Лео Рюикби в своих исследованиях показал, что в Великобритании проблема обвинений детей в колдовстве уходит корнями в Африку, поскольку приезжающие оттуда мигранты привозят свои предрассудки и суеверия, что приводит к случаям ритуального насилия и даже убийствам.
Ярким свидетельством этого является жестокое ритуальное убийство пятнадцатилетнего Кристи Баму, совершённое в 2010 году в канун празднования Рождества его сестрой — двадцатидевятилетней Магали (Мажали) Баму и её двадцативосьмилетним сожителем, бывшим футбольным тренером Эриком Бикуби. Молодые люди посчитали, что в Кристи вселился злой дух и попытались провести обряд экзорцизма с помощью ножей, палок, металлических прутьев и молотков. В течение трёх дней они истязали мальчика, заставляя его сознаться в колдовстве и нанеся ему в общей сложности 130 ранений. Кроме того, они угрозами заставили принять участие в истязании двух братьев Кристи тринадцати и двадцати двух лет. Ещё две сестры подростка двадцати и одиннадцати лет также обвинялись Магали и Эриком в колдовстве, но избежали участи Кристи, сознавшись в том, что занимались колдовством. Суд приговорил Магали Баму к 25 годам, а Эрика Бикуби к 30 годам лишения свободы.

### Африка
В Нигерии некоторые пятидесятнические пасторы включили в свою проповедь некоторые колдовские стороны местных верований. Дети и младенцы определяются как одержимые злом и подвергаются насилию, заброшенности и убийству. Проповедники играют на суеверном страхе и зарабатывают деньги на предоставлении услуг экзорцизма родителям и племенным общинам.
В Анголе многие дети-сироты обвиняются в колдовстве и одержимости демонами родственниками с целью снять с себя бремя опекунства. Для этого используется различные способы воздействия: голод, побои, втирание в глаза неизвестных веществ, приковывание и связывание.
В Демократической республике Конго насчитывается более 25 тысяч детей-сирот, живущих на улицах столицы. Из них 60 % были изгнаны из своих домов из-за обвинений в колдовстве. Обвинение в колдовстве является единственным законным основанием для выселения из дома члена семьи, независимо от того, насколько родственные связи являются близкими.
В Гамбии в марте 2009 года около 1000 человек были подвергнуты тюремному заключению по обвинению в колдовстве. Согласно Amnesty International, их заставляли пить опасное галлюциногенное зелье.
В Нигерии в штатах Аква-Ибом и Кросс-Ривер порядка 15 000 детей были названы колдунами и ведьмами; большинство из них впоследствии было выброшено на улицу и подвергнуто жестокому обращению. В документальном фильме Channel 4 и BBC «Спасение африканских детей-колдунов» было представлено расследование этих случаев Гэри Фокскрофтом и благотворительным учреждением «Безопасность ребёнка Африки» .
Энтони Гиттинс отмечал, что в Сьерра-Леоне больные дети, как правило, имели большую вероятность выжить из-за охоты на ведьм: «воздействие от чисток ведьм вероятно длится в течение нескольких лет в том смысле, что матери предрасположены ухаживать за своими детьми с большей надеждой и подлинным беспокойством. Поэтому многие дети, до того начала охоты на ведьм, могли бы быть спасены, если бы матери имели сердце и не останавливались ни перед чем ради своих чад, теперь будут выживать потому, что будут получать самое пристальное внимание, поскольку теперь матери считают, что остальные дети свободны от колдовства. Таким образом происходит снижение коэффициента младенческой смертности в первые годы после движения охотников за ведьмами».
В то время как кризис, как правило, принимается в качестве фактора в Демократической республике Конго и Нигерии, его влияние и последствия обсуждаются африканскими и европейскими учёными. Феликс Ридель отмечает, что два главных нолливудских фильма, изображающие детей в виде колдунов и ведьм, не показывают никакого экономического потрясения и отражают повседневность среднего класса.